# غرفة بخار

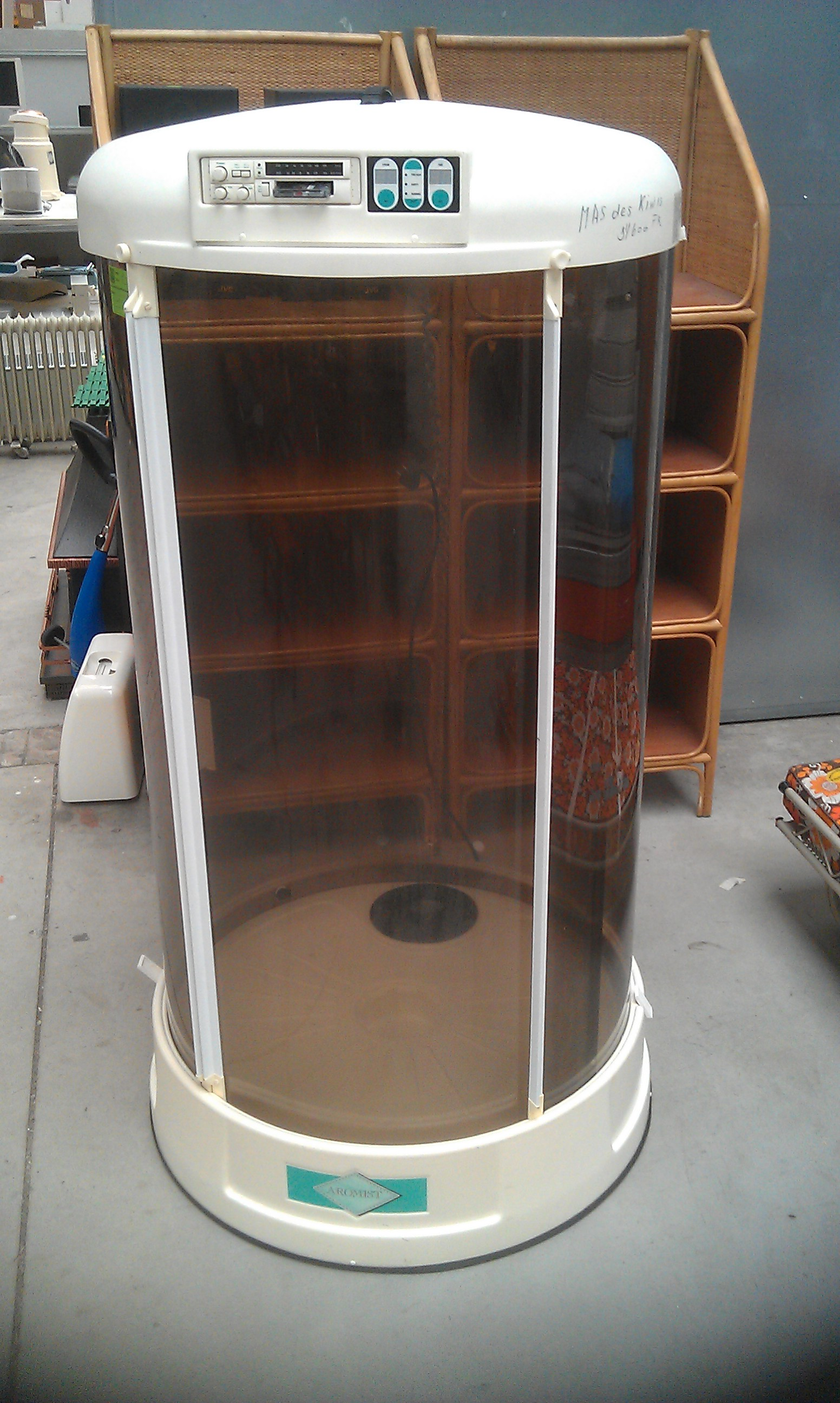
غرفة بخار

غرفة البخار (Steam room) هي غرفة مغلقة مع كميات كبيرة من البخار نتيجة ارتفاع في درجة الحرارة لخلق بيئة عالية الرطوبة. في العادة يقوم الناس بالجلوس في هذه الغرفة بطريقة مشابهة لساونا للاسترخاء. ويمكن العثور على هذه الغرف عادة في صالات الرياضة والمصحات والمنتجعات الصحية.